# Mahmoud Belkhodja
Pour les autres membres de la famille, voir Famille Belkhodja.
Mahmoud Belkhodja, né en 1834 à Tunis et mort en 1911, est un religieux et ouléma tunisien.

## Biographie
Il naît au sein d'une famille de l'aristocratie religieuse tunisoise dont l'origine remonterait à l'arrivée de son aïeul, le militaire ottoman Ali Khodja Al Hanafi, venu à Tunis à l'occasion de la bataille engagée à La Goulette contre l'armée de Charles Quint. Officier de l'armée de Sinan Pacha, il repart vers le Levant une fois la conquête terminée. Il a un fils prénommé Mohamed qui a lui-même un fils, aussi appelé Mohamed, qui revient s'installer en Tunisie au XVIIe siècle. Cette lignée religieuse est l'une des plus importantes du pays aux XIXe et XXe siècles.
Fils du Cheikh El Islam Mohamed Belkhodja, il devient un professeur (mudarris) hanéfite de deuxième classe en 1856 après avoir étudié à la Zitouna ; il est promu au grade de première classe en 1862. En 1874, il est nommé inspecteur des syndics de l'administration des habous puis, en 1876, sous-inspecteur de l'éducation à la Zitouna. Une année plus tard, il est désigné imam de la mosquée Youssef Dey.
Il est choisi comme mufti hanéfite en 1885 puis élevé au poste de Cheikh El Islam en 1900.